# Atracament en família
Atracament en família (originalment en francès, Mes trésors) és una pel·lícula de comèdia francesa del 2017 dirigida per Pascal Bourdiaux. S'ha doblat al valencià per a À Punt. Anteriorment, s'havia subtitulat al català oriental.

## Sinopsi
Un lladre expert reuneix les seves dues filles per preparar un darrer atac.

## Repartiment
- Jean Reno com a Patrick
- Reem Kherici com a Caroline
- Camille Chamoux com a Carole
- Pascal Demolon com a Romain
- Alexis Michalik com a Guillaume
- Bruno Sanches com a Fred
- Natalia Verbeke com a Julianna Van Gaal
- Jean Reynès com a Wladimir Daroff